# Jean III. Clément
Jean III. Clément († 1260/1262?) byl pán z Argentanu a francouzský maršál. Narodil se jako syn Jindřicha Clémenta a roku 1214 po otcově smrti získal od francouzského krále Filipa Augusta titul francouzského maršála, který držel do srpna roku 1223. V rodinné tradici pokračoval i jeho starší syn Jindřich II., který zastával funkci maršála v letech 1261 až 1265.